# Enrasar (química)
En química y otras ciencias derivadas, se llama enrasar al procedimiento por el cual se lleva el volumen del líquido al material volumétrico deseado. El procedimiento en general consiste en hacer coincidir el máximo o mínimo (según material) de la parábola formada en el límite líquido-aire (menisco), con la marca (ya sea aforo o graduada) del elemento. Esta medición debe llevarse a cabo teniendo la marca de enrase justo a la altura de los ojos.
Si se efectúa un enrase sin tener el material volumétrico a la altura de los ojos, se comete un error de paralaje. Como medida de prevención, el material debe estar a la altura de los ojos, nunca dejar el material sobre la mesa, y ser la persona la que se agache, o se coloque a la altura de la mesa, ya que un simple movimiento, puede hacer que caiga sobre el producto químico produciéndole lesiones.
Con algunas disoluciones, puede darse el caso que el menisco producido por la tensión superficial sea muy poco pronunciado, o que debido a la fuerte coloración de la disolución no se aprecie dicho menisco. Esto se conoce como menisco invisible. Para corregirlo, se puede optar por modificar el recipiente contenedor por otro que tenga la línea de enrase más estrecha, o usar disoluciones más diluidas. Un claro ejemplo son las disoluciones de permanganato potásico.